# واکن
واکن (به لاتین: Wakken) یک منطقهٔ مسکونی در بلژیک است که در دانترژم واقع شده‌است. واکن ۵٫۳۶ کیلومتر مربع مساحت و ۲٬۸۰۱ نفر جمعیت دارد.